# Норт-Берик
Норт-Бе́рик (англ. North Berwick, гэльск. Bearaig a Tuath, скотс Northbarrick ) — город на востоке Шотландии, в округе Ист-Лотиан. Расположен в 40 км к востоку от Эдинбурга на южном берегу залива Ферт-оф-Форт. Наряду с Данбаром, начиная с 1930-х годов являлся популярным курортным местом для игры в гольф и плавания в открытом бассейне с морской водой. Длинные песчаные пляжи и поля для игры в гольф до сих пор являются популярными местами для отдыха и спорта, включая парусный.

## История

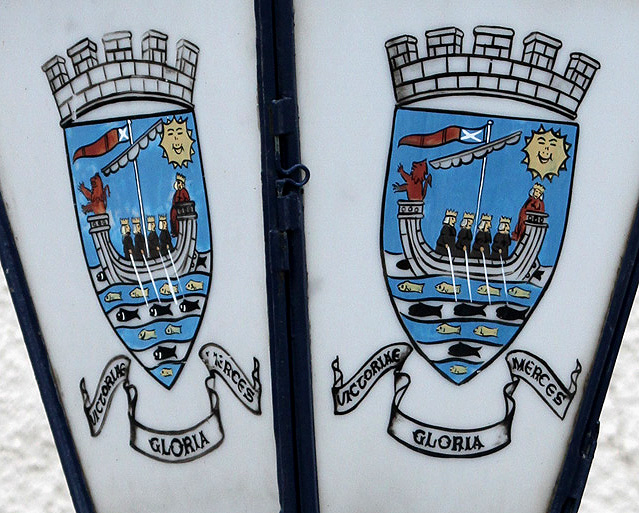
Фрагмент уличного фонаря с историческим гербом города

Раскопки в окрестностях города в 2000-н годы выявили остатки нескольких поселений Бронзового века. Также был обнаружен фундамент средневековых городских стен, окружавших город, а на месте современной скалистой бухты —остатки паромной переправы, переправлявший странствующих монахов в Сент-Андрус. Около 1150 года клан МакДафф основал цистерианский монастырь, просуществовавший вплоть до шотландской Реформации 1588 года. В XIII в., на сохранившемся до сегодняшнего дня «крепостном» холме у восточного пляжа, была возведена деревянная крепость, где правили МакДаффы, Стюарты (эрлы Файфа) и Лодеры.  
В XIVв. город обрел статус баронского (а затем и королевского)«бурга» во время правления эрла Вильяма Дугласа, также построившего рядом с городом свою вотчину — замок Танталлон. В XVIв. город был известен показательными судами и казнями местных ведьм. В XVIII в. город становится одной из китобойных баз. Здание городской ратуши было возведено в 1724 году.

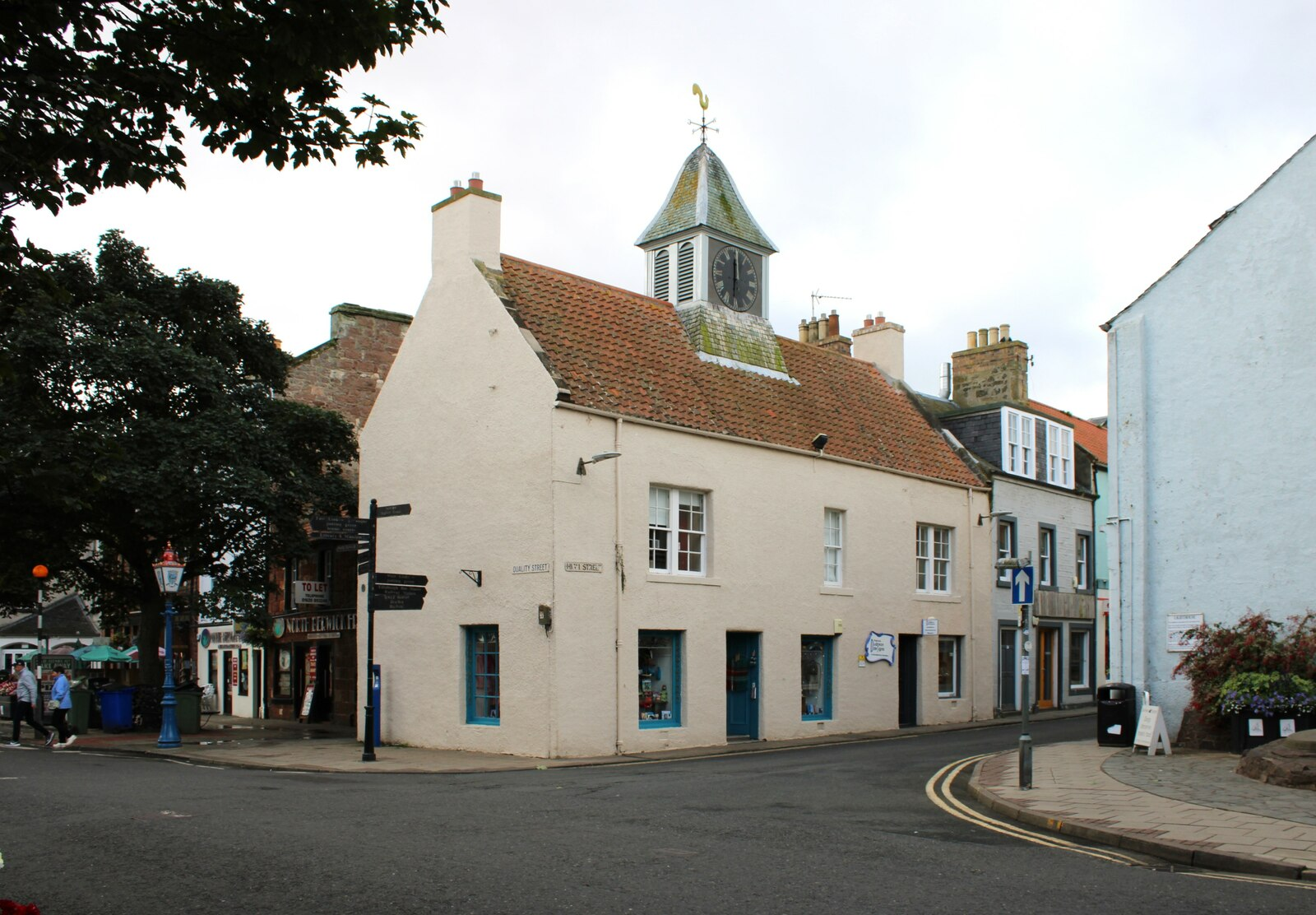
Здание городской ратуши, Норт-Бервик, датируется 1724г.

В 1850 году до города дотянули железнодорожную ветку из Эдинбурга, что сделало его популярным местом отдыха именитых горожан из Эдинбурга. Так, значительную часть дета в городе проводил писатель Роберт Льюис Стивенсон. В 1867 году на берегу была построена спасательная станция Королевского общества спасения на водах (англ RNLI). На рубеже XIX—XX веков в северной части бухты был построен открытый бассейн с морской водой, просуществовавший вплоть до 1995 года. 

В связи с послевоенным бумом, в 1950-1970гг. границы города значительно расширились и город продолжает привлекать своим местоположением и историей туристов и богатых инвесторов в недвижимость.С 2008 года в городе ежегодно проводится культурный фестиваль «Фриндж у моря» (англ. Fringe by the sea).

## Острова

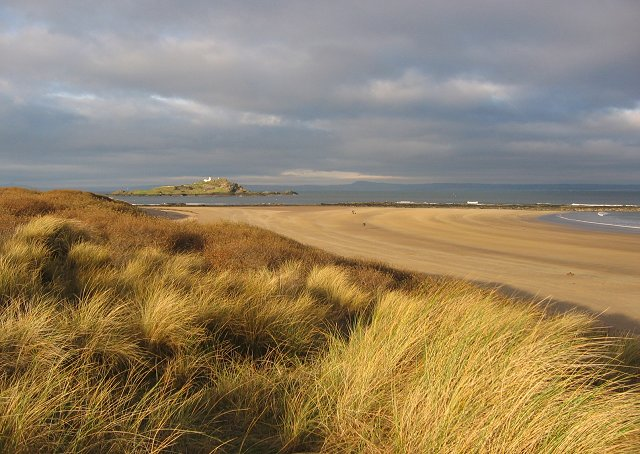
Песчаные дюны в окрестностях Норт-Берика

Напротив города, в заливе, расположены острова Фидра, Лэм, Крейглит и Басс-Рок, на котором обитает процветающая колония морских птиц — буревестников, бакланов и других, — настолько обширная, что временами остров издалека кажется абсолютно белым от покрывающих его птиц.

## Достопримечательности
- гора Ло (англ. the Law) — канонической формы холм вулканического происхождения
- Шотландский морской орнитологический центр
- Краеведческий музей-выставка (в здании бывшей местной школы)
- переносная биологическая станция по разведению ракообразных (на месте бывшего открытого бассейна)
- Замок Танталлон (руины), расположен в 5 км к востоку от города
- Замок Дирлетон (руины), расположен к западу от города, в местечке Дирлетон